# مارتين كولومبو
مارتين كولومبو (بالإسبانية: Martín Colombo)‏ (12 أبريل 1985 في الأوروغواي - ) هو لاعب كرة قدم أوروغواني في مركز الهجوم. لعب مع ريفر بليت ونادي فوغيريزي 1919 ‏ وClub Plaza Colonia de Deportes ‏ وجوفينتود وASD Città di Marino Calcio ‏ وBeijing Institute of Technology F.C. ‏ وسبورتيفو سيريتو وASD HSL Derthona ‏ وDeportivo Madryn ‏.

## وصلات خارجية
- مارتين كولومبو على موقع قاعدة بيانات كرة القدم.إي يو (الإنجليزية)
- مارتين كولومبو على موقع Soccerway.com (الإنجليزية)